# IndyCar Series 2019
Die NTT IndyCar Series 2019 war die 24. Saison der IndyCar Series und die 98. Meisterschaftssaison im US-amerikanischen Monoposto-Sport. Sie wurde über 17 Rennen vom 10. März bis zum 22. September ausgetragen. Josef Newgarden wurde zum zweiten Mal Meister. In der Herstellerwertung gewann Honda. Rookie of the Year wurde Felix Rosenqvist.

## Teams und Fahrer
Alle Teams benutzten das Chassis DW12 und Reifen von Firestone.
| Team                                       | Nr. | Fahrer             | Motor     | Veranstaltung                 |
| ------------------------------------------ | --- | ------------------ | --------- | ----------------------------- |
| A. J. Foyt Enterprises                     | 04  | Matheus Leist      | Chevrolet | 1–17                          |
| A. J. Foyt Enterprises                     | 14  | Tony Kanaan        | Chevrolet | 1–17                          |
| Andretti Autosport                         | 25  | Conor Daly         | Honda     | 6, 17                         |
| Andretti Autosport                         | 26  | Zach Veach         | Honda     | 1–17                          |
| Andretti Autosport                         | 27  | Alexander Rossi    | Honda     | 1–17                          |
| Andretti Autosport                         | 28  | Ryan Hunter-Reay   | Honda     | 1–17                          |
| Andretti Herta with Marco & Curb-Agajanian | 98  | Marco Andretti     | Honda     | 1–17                          |
| Arrow Schmidt Peterson Motorsports         | 05  | James Hinchcliffe  | Honda     | 1–17                          |
| Arrow Schmidt Peterson Motorsports         | 07  | Marcus Ericsson    | Honda     | 1–15, 17                      |
| Arrow Schmidt Peterson Motorsports         | 07  | Conor Daly         | Honda     | 16                            |
| Meyer Shank Racing with Arrow SPM          | 60  | Jack Harvey        | Honda     | 1–6, 10, 13, 16, 17           |
| MotoGator Team Stange Racing w/ Arrow SPM  | 77  | Oriol Servià       | Honda     | 6                             |
| Carlin                                     | 23  | Charlie Kimball    | Chevrolet | 1, 6, 9, 14–17                |
| Carlin                                     | 31  | Patricio O’Ward    | Chevrolet | 2–8, 10                       |
| Carlin                                     | 31  | Sage Karam         | Chevrolet | 11, 12                        |
| Carlin                                     | 31  | R. C. Enerson      | Chevrolet | 13                            |
| Carlin                                     | 59  | Max Chilton        | Chevrolet | 1–8, 10, 11, 13, 16, 17       |
| Carlin                                     | 59  | Conor Daly         | Chevrolet | 9, 12, 14, 15                 |
| Clauson-Marshall Racing                    | 39  | Pippa Mann         | Chevrolet | 6                             |
| Chip Ganassi Racing                        | 09  | Scott Dixon        | Honda     | 1–17                          |
| Chip Ganassi Racing                        | 10  | Felix Rosenqvist   | Honda     | 1–17                          |
| Dale Coyne Racing with Vasser-Sullivan     | 18  | Sébastien Bourdais | Honda     | 1–17                          |
| Dale Coyne Racing                          | 19  | Santino Ferrucci   | Honda     | 1–17                          |
| Dale Coyne Racing with Byrd and Belardi    | 33  | James Davison      | Honda     | 6                             |
| DragonSpeed                                | 81  | Ben Hanley         | Chevrolet | 1, 3, 6                       |
| Dreyer & Reinbold Racing                   | 24  | Sage Karam         | Chevrolet | 6                             |
| Dreyer & Reinbold Racing                   | 48  | J. R. Hildebrand   | Chevrolet | 6                             |
| Ed Carpenter Racing Scuderia Corsa         | 20  | Ed Jones           | Chevrolet | 1–5, 7, 8, 10, 11, 13, 16, 17 |
| Ed Carpenter Racing                        | 20  | Ed Carpenter       | Chevrolet | 6, 9, 12, 14, 15              |
| Ed Carpenter Racing                        | 21  | Spencer Pigot      | Chevrolet | 1–17                          |
| Ed Carpenter Racing Scuderia Corsa         | 63  | Ed Jones           | Chevrolet | 6                             |
| Harding Steinbrenner Racing                | 88  | Colton Herta       | Honda     | 1–17                          |
| Juncos Racing                              | 32  | Kyle Kaiser        | Chevrolet | 2, 6                          |
| McLaren Racing                             | 66  | Fernando Alonso    | Chevrolet | 6                             |
| Rahal Letterman Lanigan Racing             | 15  | Graham Rahal       | Honda     | 1–17                          |
| Rahal Letterman Lanigan Racing             | 30  | Takuma Satō        | Honda     | 1–17                          |
| Rahal Letterman Lanigan Racing             | 42  | Jordan King        | Honda     | 6                             |
| Team Penske                                | 02  | Josef Newgarden    | Chevrolet | 1–17                          |
| Team Penske                                | 03  | Hélio Castroneves  | Chevrolet | 5, 6                          |
| Team Penske                                | 12  | Will Power         | Chevrolet | 1–17                          |
| Team Penske                                | 22  | Simon Pagenaud     | Chevrolet | 1–17                          |

## Rennkalender
Der Rennkalender der IndyCar Series umfasst 17 Rennen auf 16 Rennstrecken. Im Vergleich zum Vorjahr wurden der Phoenix Grand Prix auf dem Phoenix International Raceway und der Grand Prix of Sonoma auf dem Sonoma Raceway durch das IndyCar Classic auf dem Circuit of The Americas und den Firestone Grand Prix of Monterey auf dem WeatherTech Raceway Laguna Seca ersetzt.
| Nr. | Datum         | Veranstaltung (Rennstrecke)                                   | Distanz (Meilen) | Erster                              | Zweiter                             | Dritter                             | Pole-Position                       | Schnellste Runde                    | Meiste Führungsrunden               |
| --- | ------------- | ------------------------------------------------------------- | ---------------- | ----------------------------------- | ----------------------------------- | ----------------------------------- | ----------------------------------- | ----------------------------------- | ----------------------------------- |
| 01. | 10. März      | Firestone Grand Prix of St. Petersburg (Saint Petersburg) (T) | 198              | Josef Newgarden (Dallara-Chevrolet) | Scott Dixon (Dallara-Honda)         | Will Power (Dallara-Chevrolet)      | Will Power (Dallara-Chevrolet)      | Josef Newgarden (Dallara-Chevrolet) | Josef Newgarden (Dallara-Chevrolet) |
| 02. | 24. März      | IndyCar Classic (Austin) (P)                                  | 205,62           | Colton Herta (Dallara-Honda)        | Josef Newgarden (Dallara-Chevrolet) | Ryan Hunter-Reay (Dallara-Honda)    | Will Power (Dallara-Chevrolet)      | Colton Herta (Dallara-Honda)        | Will Power (Dallara-Chevrolet)      |
| 03. | 07. April     | Honda Indy Grand Prix of Alabama (Birmingham) (P)             | 214,2            | Takuma Satō (Dallara-Honda)         | Scott Dixon (Dallara-Honda)         | Sébastien Bourdais (Dallara-Honda)  | Takuma Satō (Dallara-Honda)         | Will Power (Dallara-Chevrolet)      | Takuma Satō (Dallara-Honda)         |
| 04. | 14. April     | Acura Grand Prix of Long Beach (Long Beach) (T)               | 167,28           | Alexander Rossi (Dallara-Honda)     | Josef Newgarden (Dallara-Chevrolet) | Scott Dixon (Dallara-Honda)         | Alexander Rossi (Dallara-Honda)     | Ryan Hunter-Reay (Dallara-Honda)    | Alexander Rossi (Dallara-Honda)     |
| 05. | 11. Mai       | IndyCar Grand Prix (Indianapolis) (P)                         | 207,315          | Simon Pagenaud (Dallara-Chevrolet)  | Scott Dixon (Dallara-Honda)         | Jack Harvey (Dallara-Honda)         | Felix Rosenqvist (Dallara-Honda)    | Patricio O’Ward (Dallara-Chevrolet) | Scott Dixon (Dallara-Honda)         |
| 06. | 26. Mai       | Indianapolis 500 (Indianapolis) (O)                           | 500              | Simon Pagenaud (Dallara-Chevrolet)  | Alexander Rossi (Dallara-Honda)     | Takuma Satō (Dallara-Honda)         | Simon Pagenaud (Dallara-Chevrolet)  | Scott Dixon (Dallara-Honda)         | Simon Pagenaud (Dallara-Chevrolet)  |
| 07. | 01. Juni      | Chevrolet Detroit Grand Prix (Detroit) (T)                    | 101,05           | Josef Newgarden (Dallara-Chevrolet) | Alexander Rossi (Dallara-Honda)     | Takuma Satō (Dallara-Honda)         | Alexander Rossi (Dallara-Honda)     | Josef Newgarden (Dallara-Chevrolet) | Josef Newgarden (Dallara-Chevrolet) |
| 08. | 02. Juni      | Chevrolet Detroit Grand Prix (Detroit) (T)                    | 164,5            | Scott Dixon (Dallara-Honda)         | Marcus Ericsson (Dallara-Honda)     | Will Power (Dallara-Chevrolet)      | Josef Newgarden (Dallara-Chevrolet) | Simon Pagenaud (Dallara-Chevrolet)  | Scott Dixon (Dallara-Honda)         |
| 09. | 08. Juni      | DXC Technology 600 (Fort Worth) (O)                           | 357,12           | Josef Newgarden (Dallara-Chevrolet) | Alexander Rossi (Dallara-Honda)     | Graham Rahal (Dallara-Honda)        | Takuma Satō (Dallara-Honda)         | Takuma Satō (Dallara-Honda)         | Ryan Hunter-Reay (Dallara-Honda)    |
| 10. | 23. Juni      | REV Group Grand Prix at Road America (Elkhart Lake) (P)       | 220,77           | Alexander Rossi (Dallara-Honda)     | Will Power (Dallara-Chevrolet)      | Josef Newgarden (Dallara-Chevrolet) | Colton Herta (Dallara-Honda)        | Colton Herta (Dallara-Honda)        | Alexander Rossi (Dallara-Honda)     |
| 11. | 14. Juli      | Honda Indy Toronto (Toronto) (T)                              | 151,81           | Simon Pagenaud (Dallara-Chevrolet)  | Scott Dixon (Dallara-Honda)         | Alexander Rossi (Dallara-Honda)     | Simon Pagenaud (Dallara-Chevrolet)  | Marcus Ericsson (Dallara-Honda)     | Simon Pagenaud (Dallara-Chevrolet)  |
| 12. | 20. Juli      | Iowa 300 (Newton) (O)                                         | 268,2            | Josef Newgarden (Dallara-Chevrolet) | Scott Dixon (Dallara-Honda)         | James Hinchcliffe (Dallara-Honda)   | Simon Pagenaud (Dallara-Chevrolet)  | Josef Newgarden (Dallara-Chevrolet) | Josef Newgarden (Dallara-Chevrolet) |
| 13. | 28. Juli      | Honda Indy 200 at Mid-Ohio (Lexington) (P)                    | 203,22           | Scott Dixon (Dallara-Honda)         | Felix Rosenqvist (Dallara-Honda)    | Ryan Hunter-Reay (Dallara-Honda)    | Will Power (Dallara-Chevrolet)      | James Hinchcliffe (Dallara-Honda)   | Scott Dixon (Dallara-Honda)         |
| 14. | 18. August    | ABC Supply 500 (Long Pond) (O)                                | 320              | Will Power (Dallara-Chevrolet)      | Scott Dixon (Dallara-Honda)         | Simon Pagenaud (Dallara-Chevrolet)  | Josef Newgarden (Dallara-Chevrolet) | Will Power (Dallara-Chevrolet)      | Simon Pagenaud (Dallara-Chevrolet)  |
| 15. | 24. August    | Bommarito Automotive Group 500 (Madison) (O)                  | 310              | Takuma Satō (Dallara-Honda)         | Ed Carpenter (Dallara-Chevrolet)    | Tony Kanaan (Dallara-Chevrolet)     | Josef Newgarden (Dallara-Chevrolet) | Josef Newgarden (Dallara-Chevrolet) | Santino Ferrucci (Dallara-Honda)    |
| 16. | 01. September | Grand Prix of Portland (Portland International Raceway) (P)   | 206,22           | Will Power (Dallara-Chevrolet)      | Felix Rosenqvist (Dallara-Honda)    | Alexander Rossi (Dallara-Honda)     | Colton Herta (Dallara-Honda)        | Sébastien Bourdais (Dallara-Honda)  | Will Power (Dallara-Chevrolet)      |
| 17. | 22. September | Firestone Grand Prix of Monterey (Monterey) (P)               | 201,42           | Colton Herta (Dallara-Honda)        | Will Power (Dallara-Chevrolet)      | Scott Dixon (Dallara-Honda)         | Colton Herta (Dallara-Honda)        | Scott Dixon (Dallara-Honda)         | Colton Herta (Dallara-Honda)        |

- Erklärung: O: Ovalkurs, T: temporäre Rennstrecke (Stadtkurs), P: permanente Rennstrecke.

Anmerkungen
1. ↑  Das Qualifying wurde aufgrund des Wetters abgesagt. Es wurde in der Reihenfolge der Fahrerwertung gestartet. Josef Newgarden erhielt daher nicht den Punkt für die Pole-Position.

## Rennberichte

### 1. Rennen: Firestone Grand Prix of St. Petersburg
| Platz | Fahrer          | Team                | Zeit         |
| ----- | --------------- | ------------------- | ------------ |
| 1     | Josef Newgarden | Team Penske         | 2:04:18,2588 |
| 2     | Scott Dixon     | Chip Ganassi Racing | + 2,8998     |
| 3     | Will Power      | Team Penske         | + 12,7442    |
| PP    | Will Power      | Team Penske         | 1:00,4594    |
| SR    | Josef Newgarden | Team Penske         | 1:01,7350    |

- Streckentyp: temporäre Rennstrecke (Stadtkurs)

Der Firestone Grand Prix of St. Petersburg in den Streets of St. Petersburg, Saint Petersburg, Florida, Vereinigte Staaten fand am 10. März 2019 statt und ging über eine Distanz von 110 Runden à 2,897 km, was einer Gesamtdistanz von 318,650 km entspricht.
Will Power blieb bis zur ersten Gelbphase in Führung. Ausgelöst wurde sie durch Ryan Hunter-Reay, der mit einem Motorschaden in Runde 20 auf der Start-Ziel-Geraden liegen blieb. Beim Neustart ging Felix Rosenqvist an Power vorbei. In Runde 26 schlug Ed Jones in die Betonmauer in Kurve 9 ein. Matheus Leist kollidierte mit dem Jones’ Fahrzeug und schied ebenfalls aus. Bei dem Unfall brach sich Jones einen Mittelhandknochen. In Runde 51 holte sich Will Power die Führung von Rosenqvist zurück, nachdem er eine Runde vor Rosenqvist gestoppt hatte. Weil er aber hinter langsameren Fahrzeugen festhing holte sich Josef Newgarden in Runde 55 die Führung. Newgarden gewann das Rennen vor Scott Dixon und Will Power.

### 2. Rennen: INDYCAR Classic
| Platz | Fahrer           | Team                        | Zeit         |
| ----- | ---------------- | --------------------------- | ------------ |
| 1     | Colton Herta     | Harding Steinbrenner Racing | 2:00:02,0587 |
| 2     | Josef Newgarden  | Team Penske                 | + 2,7182     |
| 3     | Ryan Hunter-Reay | Andretti Autosport          | + 3,2311     |
| PP    | Will Power       | Team Penske                 | 1:46,0177    |
| SR    | Colton Herta     | Harding Steinbrenner Racing | 1:48,8953    |

- Streckentyp: permanente Rennstrecke

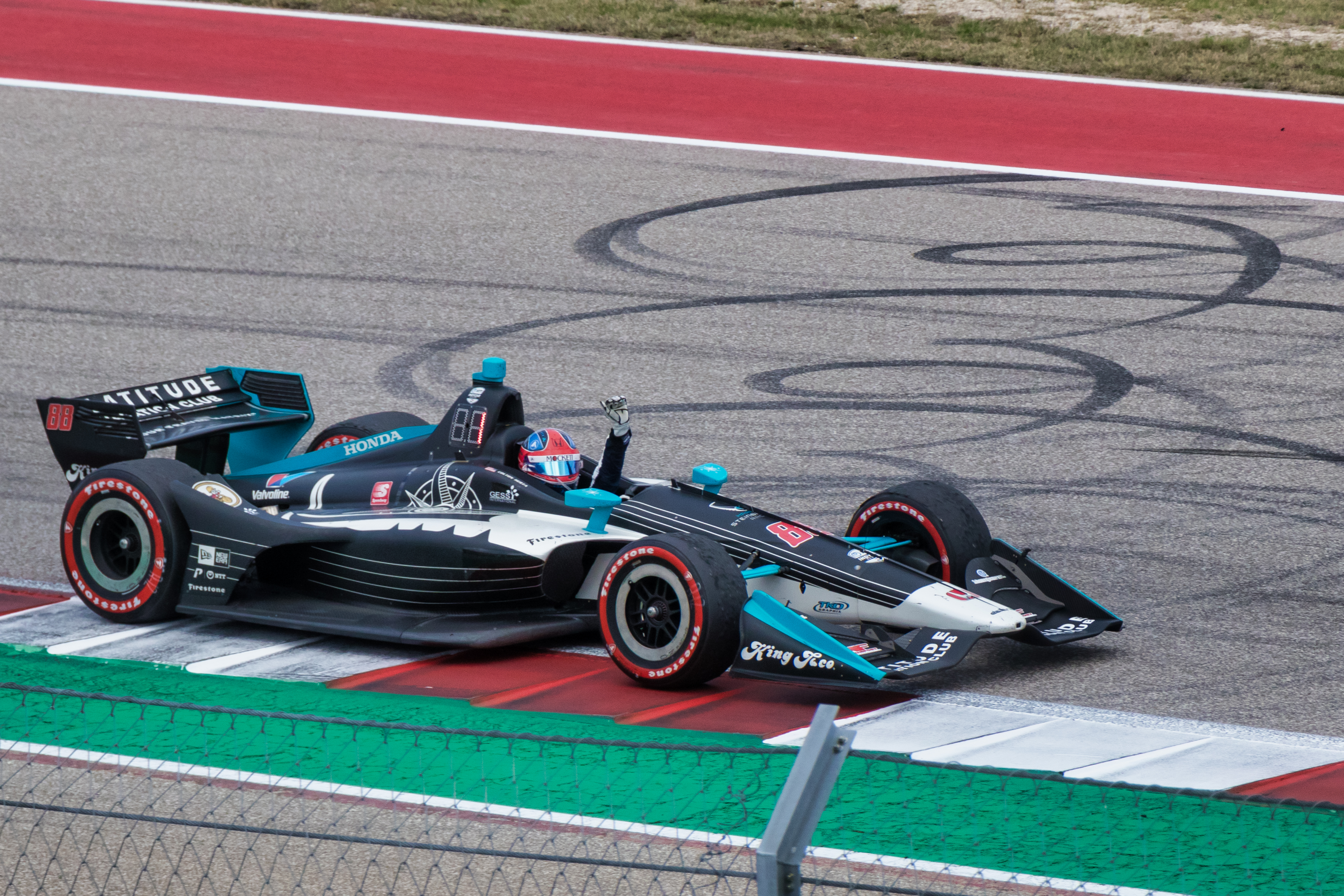
Colton Herta wurde jüngster IndyCar-Sieger

Das INDYCAR Classic auf dem Circuit of The Americas, Austin, Texas, Vereinigte Staaten fand am 24. März 2019 statt und ging über eine Distanz von 60 Runden à 5,488 km, was einer Gesamtdistanz von 329,272 km entspricht.
Dies war das erste IndyCar-Rennen auf dieser Strecke. Im Gegensatz zu den Formel-1-Rennen wurde das Fahren durch die Auslaufzonen nicht bestraft. Vor allem in der vorletzten Kurve ließen sich die Fahrer mehrere Meter neben die eigentliche Rennstrecke raustragen. Will Power, Alexander Rossi und Rookie Colton Herta setzten sich zu Beginn des Rennens vom Rest des Feldes ab. 15 Runden vor Ende war Herta der erste der Führenden, der stoppte. Wegen einer Kollision zwischen Felix Rosenqvist und James Hinchcliffe kam es zu einer Pace-Car-Phase, bevor Power und Rossi an die Box fuhren. Rossi verlor dadurch einige Position und Power konnte die Boxengasse wegen eines technischen Defekts gar nicht mehr verlassen. Colton Herta gewann das Rennen vor Josef Newgarden und Ryan Hunter-Reay. Mit seinem Sieg wurde Herta der jüngste IndyCar-Sieger. Beim Sieg war er 18 Jahre, 11 Monate und 25 Tage alt und löste Graham Rahal ab.

### 3. Rennen: Honda Indy Grand Prix of Alabama
| Platz | Fahrer             | Team                                   | Zeit         |
| ----- | ------------------ | -------------------------------------- | ------------ |
| 1     | Takuma Satō        | Rahal Letterman Lanigan Racing         | 1:55:46,8076 |
| 2     | Scott Dixon        | Chip Ganassi Racing                    | + 2,3874     |
| 3     | Sébastien Bourdais | Dale Coyne Racing with Vasser-Sullivan | + 2,7933     |
| PP    | Takuma Satō        | Rahal Letterman Lanigan Racing         | 1:08,5934    |
| SR    | Will Power         | Team Penske                            | 1:10,4818    |

- Streckentyp: permanente Rennstrecke

Der Honda Indy Grand Prix of Alabama auf dem Barber Motorsports Park, Birmingham, Alabama, Vereinigte Staaten fand am 7. April 2019 statt und ging über eine Distanz von 90 Runden à 3,701 km, was einer Gesamtdistanz von 333,134 km entspricht.
Takuma Satō gewann das Rennen vor Scott Dixon und Sébastien Bourdais.

### 4. Rennen: Acura Grand Prix of Long Beach
| Platz | Fahrer           | Team                | Zeit         |
| ----- | ---------------- | ------------------- | ------------ |
| 1     | Alexander Rossi  | Andretti Autosport  | 1:41:35,5999 |
| 2     | Josef Newgarden  | Team Penske         | + 20,2359    |
| 3     | Scott Dixon      | Chip Ganassi Racing | + 25,5745    |
| PP    | Alexander Rossi  | Andretti Autosport  | 1:06,4811    |
| SR    | Ryan Hunter-Reay | Andretti Autosport  | 1:07,6943    |

- Streckentyp: temporäre Rennstrecke (Stadtkurs)

Der Acura Grand Prix of Long Beach auf dem Long Beach Grand Prix Circuit, Long Beach, Kalifornien, Vereinigte Staaten fand am 14. April 2019 statt und ging über eine Distanz von 85 Runden à 3,167 km, was einer Gesamtdistanz von 269,211 km entspricht.
Die einzige Gelbphase kam in Runde 1. Spencer Pigot war in das Heck von Zach Veach gefahren und mitten auf der Strecke stehen geblieben. Die dahinter liegenden Jack Harvey und Marcus Ericsson blieben ebenfalls auf der Strecke stehen. Wie im Vorjahr dominierte Alexander Rossi das Rennen und führte 80 von 85 Runden. Durch eine andere Boxenstrategie konnten Josef Newgarden und Will Power an dem bis dahin zweitplatzierten Scott Dixon vorbeikommen. Beim Versuch seinen Platz gegen Dixon zu verteidigen verbremste sich Power und musste im Notausgang der ersten Kurve drehen. Wegen Problemen mit dem Tankstutzen fiel Dixon nach seinem letzten Boxenstopp auf den fünften Platz zurück. Den vierten Platz konnte er sich von Ryan Hunter-Reay auf der Rennstrecke zurückholen. An Graham Rahal kam Dixon aber auch in der letzten Runde nicht vorbei. Weil Rahal aber zu aggressiv verteidigte wurde er mit einer Zeitstrafe belegt und hinter Dixon gewertet. Alexander Rossi gewann das Rennen vor Josef Newgarden und Scott Dixon.

### 5. Rennen: INDYCAR Grand Prix
| Platz | Fahrer           | Team                | Zeit         |
| ----- | ---------------- | ------------------- | ------------ |
| 1     | Simon Pagenaud   | Team Penske         | 2:00:28,1166 |
| 2     | Scott Dixon      | Chip Ganassi Racing | + 2,0469     |
| 3     | Jack Harvey      | Meyer Shank Racing  | + 3,7683     |
| PP    | Felix Rosenqvist | Chip Ganassi Racing | 1:08,2785    |
| SR    | Patricio O’Ward  | Carlin              | 1:09,7962    |

- Streckentyp: permanente Rennstrecke

Der INDYCAR Grand Prix auf dem Indianapolis Motor Speedway, Speedway, Indiana, Vereinigte Staaten fand am 11. Mai 2019 statt und ging über eine Distanz von 85 Runden à 3,925 km, was einer Gesamtdistanz von 333,641 km entspricht.
Patricio O’Ward beschleunigte zu früh und beschädigte Alexander Rossis rechten Hinterreifen, noch bevor sie die Start-Ziel-Linie überquerten. In Runde 10 drehte sich Marcus Ericsson in der letzten Kurve in die Mauer und löste eine Gelbphase aus. Beim Neustart überholte Scott Dixon die Führenden Felix Rosenqvist und Jack Harvey. Colton Herta und Ryan Hunter-Reay drehten sich unabhängig voneinander in der ersten Kurve. Nach der darauf folgenden Gelbphase holte sich Ed Jones den zweiten Platz. Bei Rosenqvists Boxenstopp in Runde 43 fing sein Wagen Feuer, das aber von alleine ausging, als er losfuhr. In Runde 55 wechselten die ersten Fahrer auf Regenreifen und die Strecke blieb bis Rennende nass. Weil Hélio Castroneves in Runde 59 nach einem Dreher im Kiesbett stecken blieb, gab es eine weitere Gelbphase. Beim Stopp fing Rosenqvists Wagen erneut Feuer und er konnte wie vorher weiter fahren. Weil Josef Newgardens Boxencrew ein Reifen wegrollte verlor er einige Plätze und musste außerdem noch eine Strafe absitzen. Beim Neustart 17 Runden vor Ende lagen Dixon, Harvey und Spencer Pigot auf den ersten drei Plätzen. Simon Pagenaud lag da noch auf dem sechsten Platz. Sechs Runden vor Rennende überholte der den zweitplatzierten Harvey, der fünf Sekunden hinter Dixon lag. in der vorletzten Runde war er an Dixon dran und konnte sich wegen eines kleinen Fehlers von Dixon die Führung holen. Trotz eines 15. Platzes blieb Newgarden mit sechs Punkten Vorsprung auf Dixon Tabellenführer.

### 6. Rennen: 103rd Running of the Indianapolis 500
| Platz | Fahrer          | Team                           | Zeit         |
| ----- | --------------- | ------------------------------ | ------------ |
| 1     | Simon Pagenaud  | Team Penske                    | 2:50:39,2797 |
| 2     | Alexander Rossi | Andretti Autosport             | + 0,2086     |
| 3     | Takuma Satō     | Rahal Letterman Lanigan Racing | + 0,3413     |
| PP    | Simon Pagenaud  | Team Penske                    | 2:36,5271    |
| SR    | Scott Dixon     | Chip Ganassi Racing            | 39,8220      |

- Streckentyp: Ovalkurs (Superspeedway)

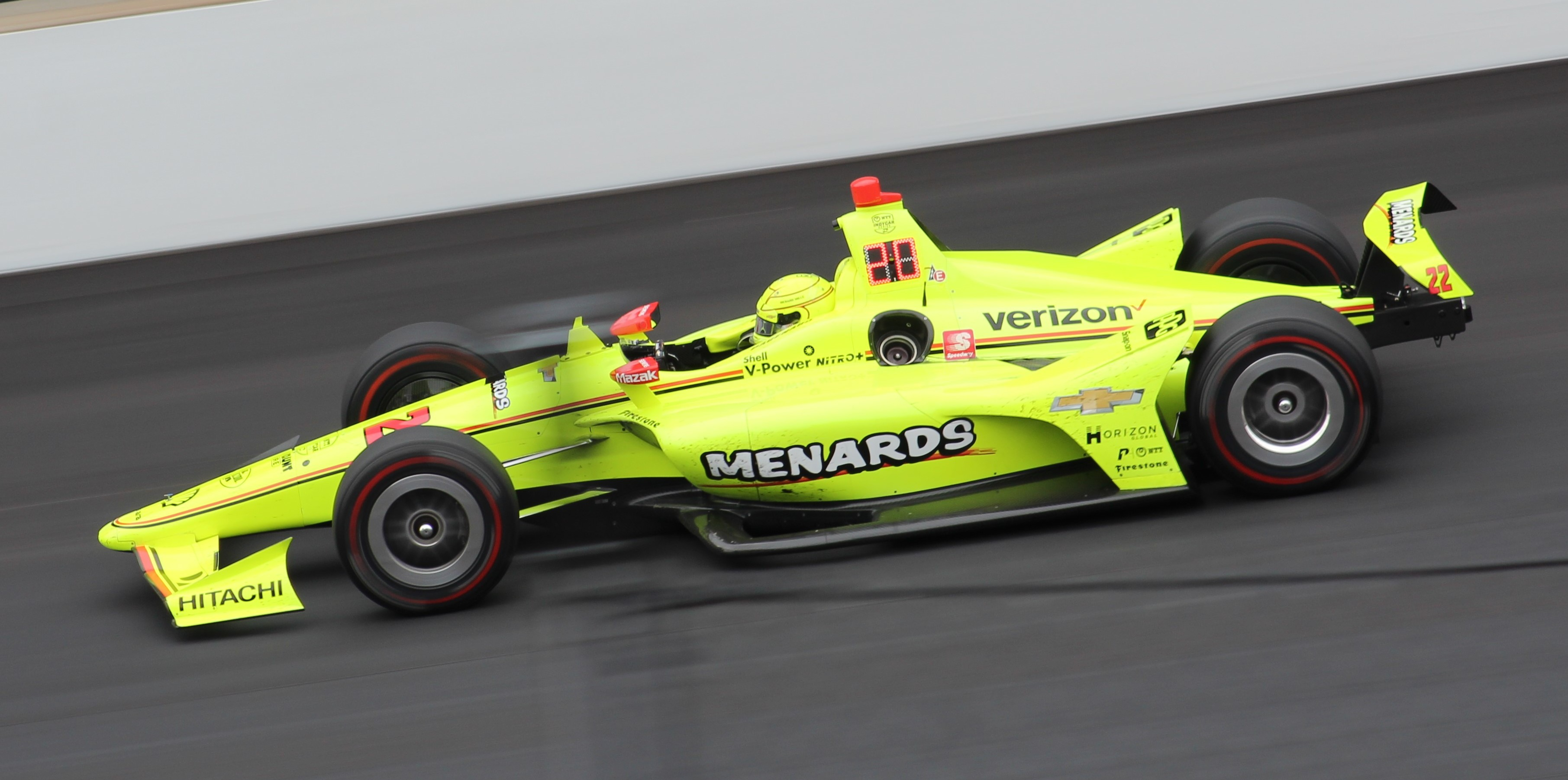
Sieger Simon Pagenaud

Das 103. Indianapolis 500 auf dem Indianapolis Motor Speedway, Speedway, Indiana, Vereinigte Staaten fand am 26. Mai 2019 statt und ging über eine Distanz von 200 Runden à 4,023 km, was einer Gesamtdistanz von 804,672 km entspricht.
36 Fahrzeuge waren für das Rennen gemeldet. Fernando Alonso konnte sich nicht für das Rennen qualifizieren. Simon Pagenaud startete vom ersten Platz und behielt ihn auch in den ersten Runden. In Runde sechs fiel Herta mit Getriebeproblemen zum dritten Mal in Folge aus. In Runde 178 berührten sich die Fahrzeuge von Sébastien Bourdais und Graham Rahal in Kurve 3 und schlugen in die Begrenzungsmauer ein. Drei folgende Fahrzeuge fielen ebenfalls aus. Pagenaud ging noch vor der ersten Kurve beim Neustart in Runde 187 an Alexander Rossi vorbei in Führung. An derselben Stelle ging Rossi in Runde 198 wieder in Führung. Vor Kurve drei in Runde 199 übernahm Pagenaud wieder die Führung und behielt sie bis zum Schluss. Er gewann das Rennen vor Rossi und Takuma Satō. Es war Pagenauds erster Sieg beim Indy 500. Damit übernahm er auch die Gesamtführung in der Fahrerwertung von Josef Newgarden.

### 7. Rennen: Chevrolet Detroit Grand Prix (Rennen 1)
| Platz | Fahrer          | Team                           | Zeit         |
| ----- | --------------- | ------------------------------ | ------------ |
| 1     | Josef Newgarden | Team Penske                    | 1:15:30,5932 |
| 2     | Alexander Rossi | Andretti Autosport             | + 0,8237     |
| 3     | Takuma Satō     | Rahal Letterman Lanigan Racing | + 11,4760    |
| PP    | Alexander Rossi | Andretti Autosport             | 1:14,1989    |
| SR    | Josef Newgarden | Team Penske                    | 1:16,5266    |

- Streckentyp: temporäre Rennstrecke (Stadtkurs)

Das erste Rennen des Chevrolet Detroit Grand Prix auf dem Raceway at Belle Isle, Detroit, Michigan, Vereinigte Staaten fand am 1. Juni 2019 statt und ging über eine Distanz von 43 Runden à 3,782 km, was einer Gesamtdistanz von 162,624 km entspricht.
Wegen eines Unwetters wurde der Start um mehr als eine Stunde verschoben. Statt der geplanten 70 Runden wurde ein 75 Minuten langes Rennen gefahren. Nach einer Runde hinter dem Pace-Car wurde das Rennen auf noch nasser Strecke freigegeben. Weil Matheus Leist sich gedreht hatte, wurde es wieder rausgeschickt. Nach 24 Minuten war Marco Andretti der erste der auf Slicks wechselte. Bei seinem Boxenstopp in einer Gelbphase 40 Minuten vor Rennende wurde Will Power losgeschickt, obwohl das rechte Vorderrad noch nicht montiert war. Er fuhr mit drei Rädern zurück zur Box und bekam dafür eine Durchfahrtsstrafe. 30 Minuten vor Rennende schied Dixon wegen eines Fahrfehlers aus. Josef Newgarden gewann das Rennen vor Alexander Rossi und Takuma Satō. Mit seinem Sieg ging Newgarden in der Fahrerwertung wieder in Führung.

### 8. Rennen: Chevrolet Detroit Grand Prix (Rennen 2)
| Platz | Fahrer          | Team                         | Zeit         |
| ----- | --------------- | ---------------------------- | ------------ |
| 1     | Scott Dixon     | Chip Ganassi Racing          | 1:52:18,9365 |
| 2     | Marcus Ericsson | Schmidt Peterson Motorsports | + 1,9419     |
| 3     | Will Power      | Team Penske                  | + 3,6570     |
| PP    | Josef Newgarden | Team Penske                  | 1:14,8607    |
| SR    | Simon Pagenaud  | Team Penske                  | 1:15,1096    |

- Streckentyp: temporäre Rennstrecke (Stadtkurs)

Das zweite Rennen des Chevrolet Detroit Grand Prix auf dem Raceway at Belle Isle, Detroit, Michigan, Vereinigte Staaten fand am 1. Juni 2019 statt und ging über eine Distanz von 70 Runden à 3,782 km, was einer Gesamtdistanz von 264,737 km entspricht.
In der ersten Runde kollidierten mehrere Fahrzeuge in Kurve drei. Patricio O’Ward, Simon Pagenaud und Tony Kanaan blieben auf der Strecke stehen. Beim Neustart in Runde 8 führte Scott Dixon vor Spencer Pigot und Santino Ferrucci. In Runde 15 gab es die nächste Gelbphase nach einer Kollision zwischen Pigot und Bourdais. In Runde 33 versuchten Newgarden und Rossi den gerade aus der Box gekommenen James Hinchcliffe in Kurve 3 zu überholen. Beide drehten sich und Rossi schob dabei Hinchcliffes Wagen in den von Newgarden. Rossi konnte sofort weiterfahren und Hinchcliffe mit Hilfe der Streckenposten. Für Newgarden hingegen war das Rennen vorbei. Rosenqvist berührte in der siebtletzten Runde ein Reifenstapel mit dem linken Hinterrad und schlug wenig später in Kurve 1 in die Begrenzungsmauer ein. Das Rennen wurde daraufhin unterbrochen und drei Runden vor Ende wieder freigegeben. Dixon gewann das Rennen vor Marcus Ericsson und Will Power.

### 9. Rennen: DXC Technology 600
| Platz | Fahrer          | Team                           | Zeit         |
| ----- | --------------- | ------------------------------ | ------------ |
| 1     | Josef Newgarden | Team Penske                    | 1:55:08,8666 |
| 2     | Alexander Rossi | Andretti Autosport             | + 0,8164     |
| 3     | Graham Rahal    | Rahal Letterman Lanigan Racing | + 1,4928     |
| PP    | Takuma Satō     | Rahal Letterman Lanigan Racing | 47,0738      |
| SR    | Takuma Satō     | Rahal Letterman Lanigan Racing | 23,5657      |

- Streckentyp: Ovalkurs

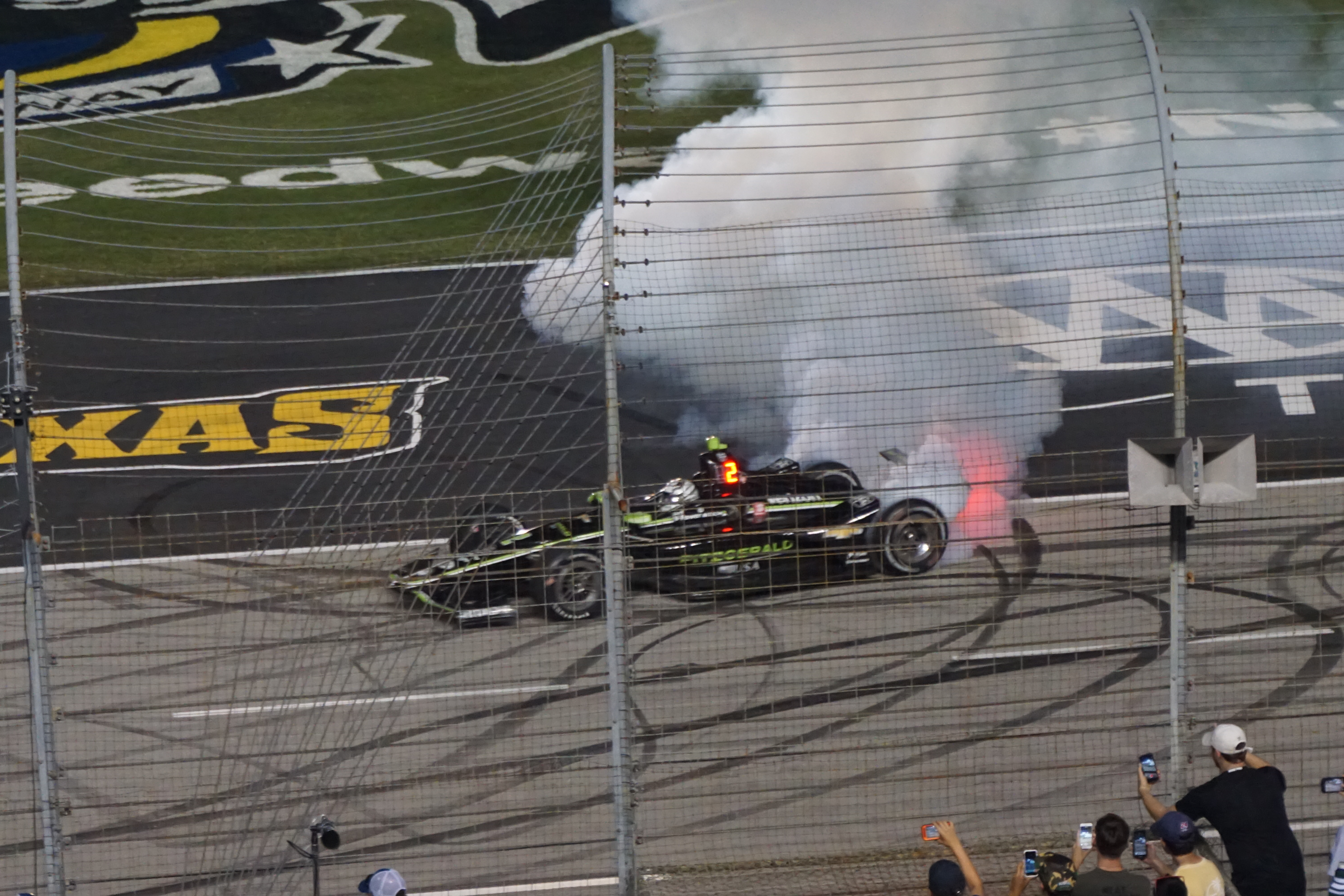
Josef Newgarden nach dem Rennen

Das DXC Technology 600 auf dem Texas Motor Speedway, Fort Worth, Texas, Vereinigte Staaten fand am 8. Juni 2019 statt und ging über eine Distanz von 248 Runden à 2,414 km, was einer Gesamtdistanz von 598,676 km entspricht.
Bis zu seinem ersten Stopp in Runde 61 führte Pole-Sitter Takuma Satō. Als er an die Box fuhr, traf er einen seiner Boxenleute, als er über seine Box hinausfuhr. Er verlor dadurch zwei Runden. Als Scott Dixon in Runde 76 die Box verließ, wurde er von Ryan Hunter-Reay überholt, der damit den ersten Platz übernahm. Zach Veach berührte in Runde 135 die Mauer in Kurve 2 und versucht trotz eines schief stehenden Hinterrades noch die Kontrolle über sein Fahrzeug zu behalten. In Kurve 3 kam er zum Stehen und es gab eine Gelbphase.
Nachdem Hinchcliffe 29 Runden vor Ende die Mauer berührte gab es die zweite Gelbphase. Beim Neustart wurde der führende Josef Newgarden kurzzeitig von Dixon überholt konnte sich aber in der ersten Kurve durchsetzten. Nachdem Colton Herta in Runde 228 Alexander Rossi außen in den Kurven 1 und 2 überholt hatte kollidierte er mit Dixon beim Versuch ihn zu überholen. Rossi konnte beiden nur knapp ausweichen und verlor fast die Kontrolle über sein Fahrzeug. In Runde 242 kam Rossi außen vor Kurve 1 kurz an Newgarden vorbei musste dann aber zurückziehen, weil es auf der hohen Fahrspur nicht genügend Grip gab. Newgarden gewann das Rennen vor Rossi und Graham Rahal.

### 10. Rennen: REV Group Grand Prix
| Platz | Fahrer          | Team                        | Zeit         |
| ----- | --------------- | --------------------------- | ------------ |
| 1     | Alexander Rossi | Andretti Autosport          | 1:39:40,4743 |
| 2     | Will Power      | Team Penske                 | + 28,4391    |
| 3     | Josef Newgarden | Team Penske                 | + 31,8443    |
| PP    | Colton Herta    | Harding Steinbrenner Racing | 1:42,9920    |
| SR    | Colton Herta    | Harding Steinbrenner Racing | 1:45,0774    |

- Streckentyp: permanente Rennstrecke

Der REV Group Grand Prix auf der Road America, Elkhart Lake, Wisconsin, Vereinigte Staaten fand am 23. Juni 2019 statt und ging über eine Distanz von 55 Runden à 6,460 km, was einer Gesamtdistanz von 355,295 km entspricht.
Beim Start überholte Alexander Rossi Pole-sitter Colton Herta in Kurve 1 außen. Scott Dixon wurde in Kurve 5 umgreht und fiel auf den letzten Platz zurück. Rossi dominierte das Rennen und führte 54 von 55 Runden. Dixon konnte bis zum Fallen der Zielflagge bis auf Platz fünf vorfahren. Rossi gewann das Rennen vor Will Power und Josef Newgarden. In der Fahrerwertung führte Newgarden mit 402 Punkten vor Rossi mit 395 Punkten. Pagenaud lag mit 341 Punkten auf dem dritten Platz.

### 11. Rennen: Honda Indy Toronto
| Platz | Fahrer          | Team                         | Zeit         |
| ----- | --------------- | ---------------------------- | ------------ |
| 1     | Simon Pagenaud  | Team Penske                  | 1:30:16,4388 |
| 2     | Scott Dixon     | Chip Ganassi Racing          | + 0,1373     |
| 3     | Alexander Rossi | Andretti Autosport           | + 4,3720     |
| PP    | Simon Pagenaud  | Team Penske                  | 58,4293      |
| SR    | Marcus Ericsson | Schmidt Peterson Motorsports | 1:00,0407    |

- Streckentyp: temporäre Rennstrecke (Stadtkurs)

Der Honda Indy Toronto in den Streets of Toronto, Toronto, Ontario, Kanada fand am 14. Juli 2019 statt und ging über eine Distanz von 85 Runden à 2,874 km, was einer Gesamtdistanz von 244,315 km entspricht.
Vor dem Rennen fuhr Robert Wickens, der sich im vergangenen Jahr beim Rennen auf dem Pocono Raceway eine Rückenmarksverletzung zuzog, eine Demorunde in einem auf Handsteuerung umkonstruierten Acura NSX. Der Start verlief ohne Probleme, aber am Ende von Runde eins versuchte Will Power Graham Rahal zu überholen, der selbst versuchte Marco Andretti zu überholen. Andretti konnte nach einem 360°-Dreher weiterfahren, aber Power und Rahal blieben vor den Reifenstapeln stehen und einige Fahrzeuge wichen in den Notausgang aus. Pole-sitter Simon Pagenaud gab die Führung nur für insgesamt fünf Runden ab. Das Rennen endete unter Gelb, weil Power in Kurve 8 im Reifenstapel festhing. Pagenaud gewann das Rennen vor Scott Dixon und Alexander Rossi, der damit nur noch vier Punkte hinter Newgarden lag.

### 12. Rennen: Iowa 300
| Platz | Fahrer            | Team                         | Zeit         |
| ----- | ----------------- | ---------------------------- | ------------ |
| 1     | Josef Newgarden   | Team Penske                  | 1:56:53,5753 |
| 2     | Scott Dixon       | Chip Ganassi Racing          | + 2,8527     |
| 3     | James Hinchcliffe | Schmidt Peterson Motorsports | + 3,3941     |
| PP    | Simon Pagenaud    | Team Penske                  | 35,7455      |
| SR    | Josef Newgarden   | Team Penske                  | 18,1160      |

- Streckentyp: Ovalkurs (Shorttrack)

Das Iowa 300 auf dem Iowa Speedway, Newton, Iowa, Vereinigte Staaten fand am 20. Juli 2019 statt und ging über eine Distanz von 300 Runden à 1,439 km, was einer Gesamtdistanz von 431,626 km entspricht.
Wegen eines Gewitters wurde der Rennstart um viereinhalb Stunden verschoben. Will Power ging nach dem Start in Führung. Nachdem Josef Newgarden in Runde 49 den ersten Platz übernommen hatte, wurde das Rennen eine halbe Stunde lang wegen leichten Regens unterbrochen. Newgarden führte 244 von 300 Runden. Er gewann das Rennen vor Scott Dixon und James Hinchcliffe.

### 13. Rennen: Honda Indy 200 at Mid-Ohio
| Platz | Fahrer            | Team                         | Zeit         |
| ----- | ----------------- | ---------------------------- | ------------ |
| 1     | Scott Dixon       | Chip Ganassi Racing          | 1:45:15,6974 |
| 2     | Felix Rosenqvist  | Chip Ganassi Racing          | + 0,0934     |
| 3     | Ryan Hunter-Reay  | Andretti Autosport           | + 1,2578     |
| PP    | Will Power        | Team Penske                  | 1:05,1569    |
| SR    | James Hinchcliffe | Schmidt Peterson Motorsports | 1:07,3644    |

- Streckentyp: permanente Rennstrecke

Das Honda Indy 200 at Mid-Ohio auf dem Mid-Ohio Sports Car Course, Lexington, Ohio, Vereinigte Staaten fand am 28. Juli 2019 statt und ging über eine Distanz von 90 Runden à 3,634 km, was einer Gesamtdistanz von 327,051 km entspricht.
Beim Start berührten sich mehrere Fahrzeuge im hinteren Feld. Durch Probleme mit dem Tankstutzen beim Boxenstopp in Runde 41 verlor Josef Newgarden seinen Platz an Ryan Hunter-Reay. In der letzten Runde setzte Felix Rosenqvist sich mehrmals neben Scott Dixon, schaffte es aber nicht ihn zu überholen. Beide Fahrzeuge berührten sich im „Keyhole“. Dahinter berührte Newgarden im Kampf um den dritten Platz Hunter-Reay und drehte sich ins Kiesbett, wo er stecken blieb. Er wurde als Vierzehnter gewertet. Dixon gewann das Rennen vor Rosenqvist und Hunter-Reay.

### 14. Rennen: ABC Supply 500
| Platz | Fahrer          | Team                | Zeit                 |
| ----- | --------------- | ------------------- | -------------------- |
| 1     | Will Power      | Team Penske         | 1:53:45,8296         |
| 2     | Scott Dixon     | Chip Ganassi Racing | + 5,4688             |
| 3     | Simon Pagenaud  | Team Penske         | + 7,0950             |
| PP    | Josef Newgarden | Team Penske         | Nach Fahrzeugpunkten |
| SR    | Will Power      | Team Penske         | 41,7287              |

- Streckentyp: Ovalkurs (Superspeedway)

Das ABC Supply 500 auf dem Pocono Raceway, Long Pond, Pennsylvania, Vereinigte Staaten fand am 18. August 2019 statt und ging über eine Distanz von 128 Runden à 4,023 km, was einer Gesamtdistanz von 514,990 km entspricht.
Weil das Qualifying wegen Regen abgesagt wurde, wurde die Startaufstellung nach Fahrzeugpunkten bestimmt. So ging Tabellenführer Josef Newgarden vor Alexander Rossi ins Rennen. In der ersten Runde zwischen Kurve 1 und 2 kollidierten Takuma Satō, Alexander Rossi und Ryan Hunter-Reay miteinander. Zwei weitere Fahrer wurden mit in den Unfall verwickelt. Deshalb wurde das Rennen eine Stunde lang unterbrochen. Die Teams von Rossi, Hunter-Reay und Hinchcliffe nutzten die Pause, um die Wagen zu reparieren, obwohl das verboten war. Ihnen wurden dafür jeweils zehn Runden abgezogen. Wegen Blitzen im Umkreis der Strecke wurde das Rennen mit roter Flagge abgebrochen. Will Power gewann das Rennen vor Scott Dixon und Simon Pagenaud.

### 15. Rennen: Bommarito Automotive Group 500
| Platz | Fahrer          | Team                           | Zeit         |
| ----- | --------------- | ------------------------------ | ------------ |
| 1     | Takuma Satō     | Rahal Letterman Lanigan Racing | 2:15:53,4687 |
| 2     | Ed Carpenter    | Ed Carpenter Racing            | + 0,0399     |
| 3     | Tony Kanaan     | A.J. Foyt Racing               | + 2,2459     |
| PP    | Josef Newgarden | Team Penske                    | 48,2554      |
| SR    | Josef Newgarden | Team Penske                    | 24,9164      |

- Streckentyp: Ovalkurs

Das Bommarito Automotive Group 500 auf dem Gateway Motorsports Park, Madison, Illinois, Vereinigte Staaten fand am 24. August 2019 statt und ging über eine Distanz von 248 Runden à 2,012 km, was einer Gesamtdistanz von 498,897 km entspricht.
Will Power fuhr in seiner ersten Runde nach seinem ersten Boxenstopp in die Mauer und schied aus. In der danach folgenden Gelbphase zwang ein defekter Kühler Scott Dixon für 60 Runden in die Box. James Hinchcliffe führte das Feld beim Neustart in Runde 70 an. In Runde 83 ging Santino Ferrucci an Hinchcliffe vorbei in Führung. Nach den nächsten Boxenstopps lagen die beiden Dale Coyne-Piloten Ferrucci und Sébastien Bourdais in Führung. Als Takuma Satō, Tony Kanaan, Ed Carpenter und Josef Newgarden nach den nächsten Stopps in Runde 192 vorne lagen kam Sébastien Bourdais auf der Start-Ziel-Geraden zum Stehen, nachdem er die Mauer berührt hatte. Rossi hatte bereits vor der daraus resultierenden Gelbphase gestoppt und dadurch auf dem kurzen Oval eine Runde verloren. Newgarden drehte sich in der letzten Kurve im Kampf um Platz vier und verlor drei Plätze, als er langsam Richtung Ziellinie rollte. Satō gewann das Rennen vor Carpenter und Kanaan.

### 16. Rennen: Grand Prix of Portland
| Platz | Fahrer             | Team                                   | Zeit         |
| ----- | ------------------ | -------------------------------------- | ------------ |
| 1     | Will Power         | Team Penske                            | 1:58:43,0036 |
| 2     | Felix Rosenqvist   | Chip Ganassi Racing                    | + 2,7885     |
| 3     | Alexander Rossi    | Andretti Autosport                     | + 4,5839     |
| PP    | Colton Herta       | Harding Steinbrenner Racing            | 57,8111      |
| SR    | Sébastien Bourdais | Dale Coyne Racing with Vasser-Sullivan | 59,0022      |

- Streckentyp: permanente Rennstrecke

Der Grand Prix of Portland auf dem Portland International Raceway, Portland, Oregon, Vereinigte Staaten fand am 1. September 2019 statt und ging über eine Distanz von 105 Runden à 3,161 km, was einer Gesamtdistanz von 331,879 km entspricht.
Conor Daly ersetzte Marcus Ericsson, der für Alfa Romeo beim Formel-1-Rennen in Belgien war. Graham Rahal bremste für die erste Kurve viel zu spät und löste einen Crash aus, bei dem er und drei weitere Fahrer ausfielen. Als Ryan Hunter-Reay in Runde 13 versuchte seinen Platz gegen Alexander Rossi zu verteidigen bremste er zu spät für Kurve 1 und kollidierte mit Jack Harvey. In Runde 37 ging Scott Dixon vorbei an Colton Herta in Führung. In Runde 55 rollte Dixon mit einem technischen Defekt in die Boxengasse und verlor drei Runden. Will Power gewann das Rennen vor Felix Rosenqvist und Rossi. Newgarden lag nach dem Rennen mit 593 Punkten auf Platz eins der Fahrerwertung vor Rossi mit 552 Punkten und Pagenaud mit 551 Punkten.

### 17. Rennen: Firestone Grand Prix of Monterey
| Platz | Fahrer       | Team                        | Zeit         |
| ----- | ------------ | --------------------------- | ------------ |
| 1     | Colton Herta | Harding Steinbrenner Racing | 1:53:56,9845 |
| 2     | Will Power   | Team Penske                 | + 0,5878     |
| 3     | Scott Dixon  | Chip Ganassi Racing         | + 6,2404     |
| PP    | Colton Herta | Harding Steinbrenner Racing | 1:10,1405    |
| SR    | Scott Dixon  | Chip Ganassi Racing         | 1:12,2310    |

- Streckentyp: permanente Rennstrecke

Der Firestone Grand Prix of Monterey auf dem Laguna Seca Raceway, Monterey, Kalifornien, Vereinigte Staaten fand am 22. September 2019 statt und ging über eine Distanz von 90 Runden à 3,602 km, was einer Gesamtdistanz von 324,154 km entspricht.
Colton Herta gewann das Rennen vor Will Power und Scott Dixon. Mit einem achten Platz sicherte sich Josef Newgarden seinen zweiten IndyCar-Titel. Durch seinen vierten Platz überholte Simon Pagenaud in der Fahrerwertung noch Alexander Rossi der im Rennen sechster wurde.

## Wertungen

### Punktesystem
Die Punkte werden nach folgendem Schema vergeben:
| Position                        | 1   | 2  | 3  | 4  | 5  | 6  | 7  | 8  | 9  | 10 | 11 | 12 | 13 | 14 | 15 | 16 | 17 | 18 | 19 | 20 | 21 | 22 | 23 | 24 | 25 | 26 | 27 | 28 | 29 | 30 | 31 | 32 | 33 |
| ------------------------------- | --- | -- | -- | -- | -- | -- | -- | -- | -- | -- | -- | -- | -- | -- | -- | -- | -- | -- | -- | -- | -- | -- | -- | -- | -- | -- | -- | -- | -- | -- | -- | -- | -- |
| Standardrennen                  | 50  | 40 | 35 | 32 | 30 | 28 | 26 | 24 | 22 | 20 | 19 | 18 | 17 | 16 | 15 | 14 | 13 | 12 | 11 | 10 | 9  | 8  | 7  | 6  | 5  | 5  | 5  | 5  | 5  | 5  | 5  | 5  | 5  |
| Indianapolis 500 & Saisonfinale | 100 | 80 | 70 | 64 | 60 | 56 | 52 | 48 | 44 | 40 | 38 | 36 | 34 | 32 | 30 | 28 | 26 | 24 | 22 | 20 | 18 | 16 | 14 | 12 | 10 | 10 | 10 | 10 | 10 | 10 | 10 | 10 | 10 |
| Indianapolis 500 Qualifying     | 9   | 8  | 7  | 6  | 5  | 4  | 3  | 2  | 1  | 0  | 0  | 0  | 0  | 0  | 0  | 0  | 0  | 0  | 0  | 0  | 0  | 0  | 0  | 0  | 0  | 0  | 0  | 0  | 0  | 0  | 0  | 0  | 0  |

Außerdem gibt es einen Zusatzpunkt für die Pole-Position und zwei zusätzliche Punkte für den Fahrer, der das Rennen die meisten Runden angeführt hat. Alle Fahrer mit mindestens einer Führungsrunde erhalten zudem einen Punkt.

### Fahrerwertung
| 01   | J. Newgarden   | 1*  | 2   | 4   | 2°  | 15° | 8    | 4°   | 1*  | 19° | 1°  | 3   | 4   | 1*  | 14° | 5°  | 7°  | 5   | 8   | 641    |
| 02   | S. Pagenaud    | 7   | 19  | 9   | 6   | 1°  | 1    | 1*   | 6   | 17  | 6   | 9   | 1*  | 4°  | 6   | 3*  | 5°  | 7   | 4°  | 616    |
| 03   | A. Rossi       | 5°  | 9   | 5°  | 1*  | 22  | 9    | 2°   | 2°  | 5   | 2°  | 1*  | 3   | 6   | 5   | 18  | 13  | 3   | 6   | 608    |
| 04   | S. Dixon       | 2   | 13  | 2°  | 3   | 2*  | 13   | 17°  | 22  | 1*  | 17° | 5   | 2   | 2°  | 1*  | 2°  | 20  | 16° | 3   | 578    |
| 05   | W. Power       | 3°  | 24* | 11  | 7°  | 7   | 6    | 5°   | 18  | 3°  | 9   | 2   | 18  | 15° | 4°  | 1°  | 22° | 1*  | 2°  | 550    |
| 06   | F. Rosenqvist  | 4°  | 23  | 10  | 10  | 8°  | 29   | 28°  | 4   | 16  | 12  | 6   | 5   | 14  | 2°  | 22  | 11° | 2°  | 5   | 425    |
| 07   | C. Herta       | 8   | 1°  | 24  | 23  | 23  | 5    | 33   | 12  | 12  | 18  | 8   | 7   | 18  | 8   | 16  | 9°  | 4°  | 1*  | 420    |
| 08   | R. Hunter‑Reay | 23  | 3   | 8   | 5   | 17  | 22   | 8    | 5   | 4   | 5*  | 11  | 16  | 17  | 3   | 19  | 8   | 18  | 10  | 420    |
| 09   | T. Satō        | 19  | 7   | 1*  | 8°  | 14  | 14   | 3°   | 3   | 14  | 15° | 10  | 22° | 20  | 19  | 21  | 1°  | 15  | 21  | 415    |
| 10   | G. Rahal       | 12  | 4   | 23° | 4   | 9°  | 17   | 27   | 7   | 7   | 3°  | 4°  | 9   | 8   | 9   | 9   | 18  | 23  | 12  | 389    |
| 11   | S. Bourdais    | 24  | 5   | 3°  | 11  | 11° | 7    | 30   | 11  | 9   | 8°  | 12  | 8   | 9°  | 11  | 7   | 19° | 9°  | 7   | 387    |
| 12   | J. Hinchcliffe | 6   | 16  | 6°  | 9   | 16  | 32   | 11   | 9   | 18  | 19  | 7   | 6   | 3   | 22  | 20  | 12° | 20  | 9   | 370    |
| 13   | S. Ferrucci    | 9   | 20  | 15  | 21  | 10  | 23   | 7°   | 19  | 10° | 4   | 19  | 11  | 12  | 12  | 4*  | 4   | 17  | 24  | 351    |
| 14   | S. Pigot       | 11  | 11  | 17  | 18  | 5   | 3    | 14°  | 10  | 21  | 14  | 14  | 15  | 5   | 7   | 17  | 21  | 6   | 20  | 335    |
| 15   | T. Kanaan      | 15  | 12  | 18  | 19  | 20  | 16   | 9    | 15  | 22  | 16  | 21  | 17  | 10  | 20  | 8   | 3   | 12  | 16  | 304    |
| 16   | M. Andretti    | 13  | 6   | 14  | 13  | 13  | 10   | 26   | 16  | 6   | 10  | 23  | 10  | 21  | 15  | 15  | 10° | 13  | 14  | 303    |
| 17   | M. Ericsson    | 20  | 15  | 7   | 20  | 24  | 13   | 23   | 13  | 2°  | 7°  | 13  | 20  | 11  | 23  | 12  | 16° |     | 11  | 290    |
| 18   | Z. Veach       | 14  | 22  | 12  | 17  | 12  | 28   | 29   | 8   | 8   | 20  | 18  | 13° | 7   | 21  | 13  | 14  | 22  | 18  | 271    |
| 19   | M. Leist       | 22  | 17  | 20  | 15  | 4   | 24   | 15   | 21  | 20  | 22  | 20  | 19  | 16  | 18  | 14  | 17  | 8   | 17  | 261    |
| 20   | E. Jones       | 21  | 14  | 19  | 16  | 6   | 4    | 13   | 20  | 14  |     | 22  | 12  |     | 13  |     |     | 14  | 23  | 217    |
| 21   | J. Harvey      | 10  | 10  | 13  | 22  | 3   | 25   | 21   |     |     |     | 15  |     |     | 10  |     |     | 19  | 19  | 186    |
| 22   | M. Chilton     | 16  | 21  | 22  | 14  | 18  | 36   | DNQ  | 17  | 15  |     | 16  | 14  |     | 16  |     |     | 11  | 13  | 184    |
| 23   | E. Carpenter   |     |     |     |     |     | 2    | 6°   |     |     | 13  |     |     | 19  |     | 6   | 2   |     |     | 161    |
| 24   | C. Daly        |     |     |     |     |     | 11   | 10   |     |     | 11  |     |     | 13  |     | 11  | 6°  | 21  | 16  | 149    |
| 25   | C. Kimball     | 17  |     |     |     |     | 20   | 25   |     |     | 21  |     |     |     |     | 10  | 15  | 10  | 15  | 117    |
| 26   | P. O’Ward      |     | 8   | 16  | 12  | 19  | 35   | DNQ  | 14  | 11  |     | 17  |     |     |     |     |     |     |     | 115    |
| 27   | S. Karam       |     |     |     |     |     | 31   | 19   |     |     |     |     | 21  | 22  |     |     |     |     |     | 39     |
| 28   | J. Davison     |     |     |     |     |     | 15   | 12   |     |     |     |     |     |     |     |     |     |     |     | 36     |
| 29   | H. Castroneves |     |     |     |     | 21  | 12   | 18   |     |     |     |     |     |     |     |     |     |     |     | 33     |
| 30   | B. Hanley      | 18  |     | 21  |     |     | 27   | 32   |     |     |     |     |     |     |     |     |     |     |     | 31     |
| 31   | P. Mann        |     |     |     |     |     | 30   | 16   |     |     |     |     |     |     |     |     |     |     |     | 28     |
| 32   | K. Kaiser      |     | 18  |     |     |     | 33   | 31   |     |     |     |     |     |     |     |     |     |     |     | 22     |
| 33   | J. Hildebrand  |     |     |     |     |     | 21   | 20   |     |     |     |     |     |     |     |     |     |     |     | 20     |
| 34   | O. Servià      |     |     |     |     |     | 19   | 22   |     |     |     |     |     |     |     |     |     |     |     | 16     |
| 35   | R. Enerson     |     |     |     |     |     |      |      |     |     |     |     |     |     | 17  |     |     |     |     | 13     |
| 36   | J. King        |     |     |     |     |     | 26   | 24   |     |     |     |     |     |     |     |     |     |     |     | 12     |
| –    | F. Alonso      |     |     |     |     |     | 34   | DNQ  |     |     |     |     |     |     |     |     |     |     |     | –      |
| Pos. | Fahrer         | STP | AUS | ALA | LBH | IMS | INDY | INDY | DET | DET | TXS | ROA | TOR | IOW | MDO | POC | GAT | POR | LAG | Punkte |

| Farbe      | Bedeutung                                          |
| ---------- | -------------------------------------------------- |
| Gold       | Sieger                                             |
| Silber     | 2. Platz                                           |
| Bronze     | 3. Platz                                           |
| Grün       | 4. und 5. Platz                                    |
| Hellblau   | 6. bis 10. Platz                                   |
| Dunkelblau | Rennen beendet (außerhalb der ersten zehn Piloten) |
| Violett    | Rennen nicht beendet                               |
| Rot        | nicht qualifiziert (DNQ)                           |
| Schwarz    | disqualifiziert (DSQ)                              |
| Weiß       | nicht am Start (DNS)                               |
| Weiß       | zurückgezogen (WD)                                 |
| Weiß       | Rennen abgesagt (C)                                |
| Blanko     | nicht teilgenommen                                 |
| Blanko     | nicht erschienen (DNA)                             |
| Blanko     | verletzt oder krank (INJ)                          |
| Blanko     | ausgeschlossen (EX)                                |

| Weitere Notation   |                                            |
| Fett               | Pole-Position (1 Punkt)                    |
| Kursiv             | Schnellste Rennrunde                       |
| *                  | Meiste Führungsrunden (2 Punkte + 1 Punkt) |
| °                  | Mindestens eine Führungsrunde (1 Punkt)    |
| Rookie of the Year |                                            |
| Rookie             |                                            |

| Farbe      | Bedeutung          |
| ---------- | ------------------ |
| Gold       | 1. Platz           |
| Silber     | 2. Platz           |
| Bronze     | 3. Platz           |
| Grün       | 4. und 5. Platz    |
| Hellblau   | 6. bis 9. Platz    |
| Dunkelblau | 10. bis 33. Platz  |
| Rot        | nicht qualifiziert |

| Farbe      | Bedeutung                                          |
| ---------- | -------------------------------------------------- |
| Gold       | Sieger                                             |
| Silber     | 2. Platz                                           |
| Bronze     | 3. Platz                                           |
| Grün       | 4. und 5. Platz                                    |
| Hellblau   | 6. bis 10. Platz                                   |
| Dunkelblau | Rennen beendet (außerhalb der ersten zehn Piloten) |
| Violett    | Rennen nicht beendet                               |
| Rot        | nicht qualifiziert (DNQ)                           |
| Schwarz    | disqualifiziert (DSQ)                              |
| Weiß       | nicht am Start (DNS)                               |
| Weiß       | zurückgezogen (WD)                                 |
| Weiß       | Rennen abgesagt (C)                                |
| Blanko     | nicht teilgenommen                                 |
| Blanko     | nicht erschienen (DNA)                             |
| Blanko     | verletzt oder krank (INJ)                          |
| Blanko     | ausgeschlossen (EX)                                |

| Weitere Notation   |                                            |
| Fett               | Pole-Position (1 Punkt)                    |
| Kursiv             | Schnellste Rennrunde                       |
| *                  | Meiste Führungsrunden (2 Punkte + 1 Punkt) |
| °                  | Mindestens eine Führungsrunde (1 Punkt)    |
| Rookie of the Year |                                            |
| Rookie             |                                            |

| Farbe      | Bedeutung          |
| ---------- | ------------------ |
| Gold       | 1. Platz           |
| Silber     | 2. Platz           |
| Bronze     | 3. Platz           |
| Grün       | 4. und 5. Platz    |
| Hellblau   | 6. bis 9. Platz    |
| Dunkelblau | 10. bis 33. Platz  |
| Rot        | nicht qualifiziert |

- Josef Newgarden erhielt als Zweitplatzierter im Qualifying zum ersten Rennen und Alexander Rossi als Zweitplatzierter im Qualifying zum zweiten Rennen des Chevrolet Detroit Grand Prix einen Bonuspunkt.